# 斯洛文尼亚国徽
斯洛文尼亚国徽为盾徽。盾面为蓝色，上部有三枚黄色的六角星，来自采列的纹章，下边是白、蓝相间的波纹，中间为三座白色山峰，象征该国最高峰——海拔2864米的特里格拉夫峰。